# Peter Boyle
Peter Lawrence Boyle (Norristown, Pensilvania, 18 de octubre de 1935-Nueva York, 12 de diciembre de 2006) fue un actor estadounidense ganador de un Premio Emmy en 1996 por su papel de actor invitado en la serie The X-Files. Boyle es conocido también por su participación en la serie Everybody Loves Raymond como Frank Barone y por películas como El jovencito Frankenstein o Taxi Driver.

## Biografía
Peter Boyle nació en Pensilvania y era hijo de un presentador de televisión en un ambiente católico. Pronto se mudó a Filadelfia, donde estudió en el colegio católico de La Salle y en la Universidad de La Salle. Se enroló en la Marina de los Estados Unidos, pero su carrera militar se vio interrumpida por una crisis nerviosa. En Nueva York, estudió con la prestigiosa profesora de interpretación Uta Hagen, al mismo tiempo que se ganaba la vida como cartero y camarero. Comenzó luego su carrera de actor interpretando en el teatro La extraña pareja, de Neil Simon, e hizo su primera aparición cinematográfica en la película Medium Cool, en Chicago, en 1969.
Peter Boyle consiguió su primer papel protagonista en la película Joe, en 1970, donde interpretaba a un trabajador intolerante de una fábrica de Nueva York. La película estuvo rodeada de controversia, por su lenguaje y su violencia. Además, en esa época conoció a actores como Jane Fonda y participó activamente en las manifestaciones contra la Guerra de Vietnam. Su siguiente gran papel fue el del monstruo de Frankenstein en la película El jovencito Frankenstein, de Mel Brooks, en 1974. Entre sus otros trabajos figuran un papel como taxista filósofo en Taxi Driver, con Robert De Niro, la comedia Los desmadrados piratas de Barbamarilla (Yellowbeard), de 1983, con los Monty Python, o el drama Monster's Ball, con Halle Berry, de 2002. También participó en la película Atmósfera cero (título original, Outland) es una película británica de 1981 de los géneros de suspenso y ciencia ficción escrita y dirigida por Peter Hyams y protagonizada por Sean Connery. En 1988 participó de la película "INFIERNO ROJO" , protagonizada por Arnold Schwarzenegger y James Bellucci, con una excelente interpretación de un teniente de la policía de Chicago.
En 1994 participó en la película La Sombra (The Shadow), junto a Alec Baldwin, en el papel de su taxista, quien comparte el secreto del protagonista.
Entre 1996 y 2005, interpretó al padre de Ray Romano en la comedia de situación Everybody Loves Raymond. 
Peter Boyle falleció a consecuencia de problemas cardiovasculares y mieloma múltiple el 12 de diciembre de 2006, a los 71 años.

## Premios y nominaciones
- Premios Emmy: Peter Boyle estuvo nominado como "Mejor actor principal en un especial de comedia o drama" por su papel en Tail Gunner Joe en 1977; en 1989 por su papel de actor invitado en la serie Midnight Caller, y entre 1996 y 2005 como Actor Secundario en una serie cómica por su papel en Everybody Loves Raymond. Ganó un Emmy por su aparición como actor invitado en la serie The X-Files en 1996.
- Premios del Sindicato de Actores: estuvo nominado, junto con sus compañeros de reparto de Everybody Loves Raymond, en la categoría de "Mejor reparto en una serie cómica", en 1999, 2000, 2002, 2003, 2004, 2005 y 2006.